# Premiul Muzeul European al Anului
Premiul Muzeul European al Anului (engleză: European Museum of the Year Award) este acordat anual de către Forumul Muzeului European muzeului care dă dovadă de o înteprindere și o inovație surprinzătoare, capabile să influențeze semnificativ alte muzee naționale și internaționale.
Trofeul constă în Oul de Henry Moore și a fost acordat începând cu 1977 următoarelor muzee:

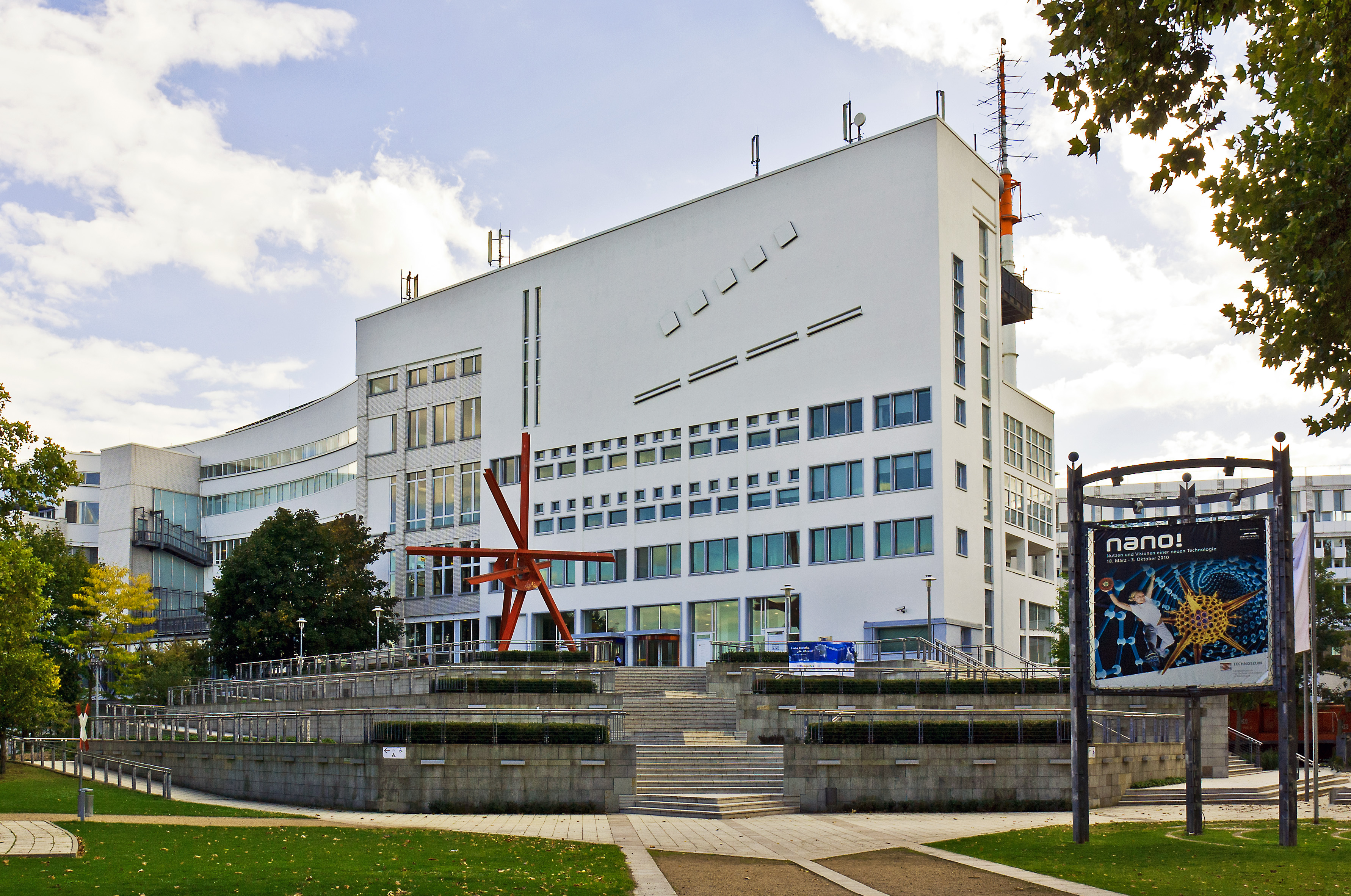
Muzeul Tehnologiei și al Muncii din Mannheim

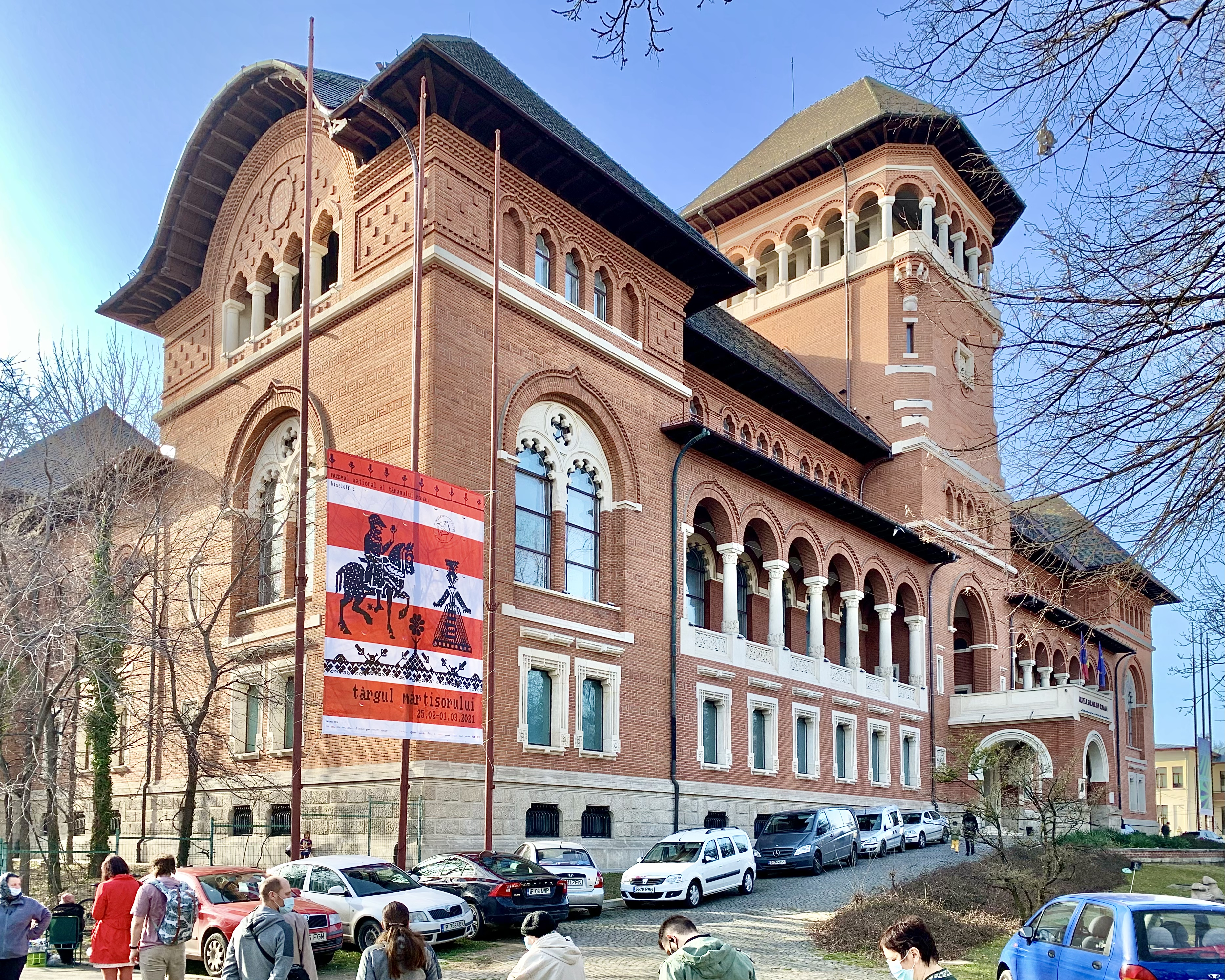
Muzeul Național al Țăranului Român din București

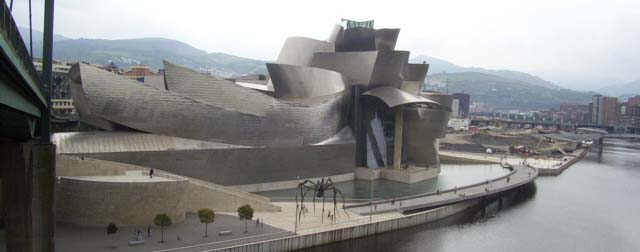
Muzeul Guggenheim din Bilbao

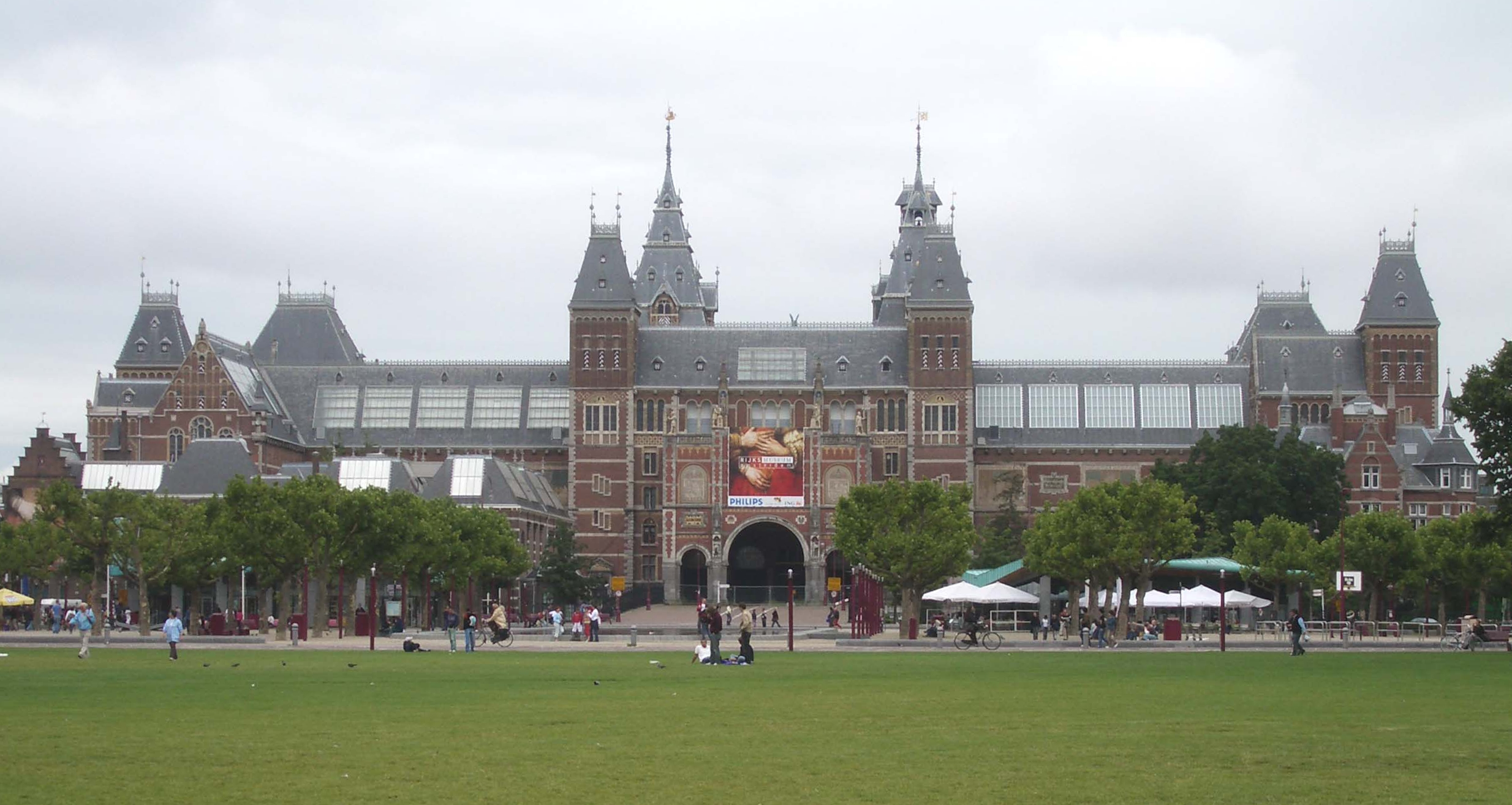
Rijksmuseum din Amsterdam

- 1977: Ironbridge Gorge Museum Trust, Ironbridge, Regatul Unit
- 1978: Muzeul Municipal Schloss Rheydt, Mönchengladbach, Germania
- 1979: Muzeul Camargue, Arles, Franța
- 1980: Muzeul de Stat Catharine Convent, Utrecht, Țările de Jos
- 1981: Muzeul de Artă Populară, Nafplion, Grecia
- 1982: Muzeul de Artă și Istorie, Saint-Denis, Franța
- 1983: Muzeul Regional (Museum Sarganserland), Sargans, Elveția
- 1984: Zuiderzee Museum, Enkhuizen, Țările de Jos
- 1987: Beamish: Muzeul în Aer Liber din Nordul Angliei, Stanley, Regatul Unit
- 1988: Brandts Klaedefabrik, Odense, Danemarca
- 1989: Muzeul Sundsvall, Sundsvall, Suedia
- 1990: Muzeul Ecologic al Regiunii Fourmies-Trélon, Fourmies, Franța
- 1991: Muzeul Municipal Leventis, Nicosia, Cipru
- 1992: Muzeul de Stat al Tehnologiei și Muncii, Mannheim, Germania
- 1993: Muzeul din Alta, Alta, Norvegia
- 1994: Muzeul Național, Copenhaga, Danemarca
- 1995: Muzeul Olimpic, Lausanne, Elveția
- 1996: Muzeul Țăranului Român, București, România
- 1997: Muzeul Civilizațiilor Anatoliene, Ankara, Turcia
- 1998: The Conservation Centre, Liverpool, Regatul Unit
- 1999: Musée Français de la Carte à Jouer, Issy-lès-Moulineaux, Franța
- 2000: Muzeul Guggenheim, Bilbao, Spania
- 2001: National Railway Museum, York, Regatul Unit
- 2002: Chester Beatty Library, Dublin, Irlanda
- 2003: Victoria and Albert Museum, Londra, Regatul Unit (pentru noile British Galleries)
- 2004: Museo Arqueológico de Alicante, Alicante, Spania
- 2005: National Heritage Museum, Arnhem, Țările de Jos
- 2006: CosmoCaixa, Barcelona, Spania
- 2007: Deutsches Auswandererhaus, Bremerhaven, Germania
- 2008: Kumu, Tallinn, Estonia
- 2009: Salzburg Museum, Salzburg, Austria
- 2010: Ozeaneum Stralsund, Stralsund, Germania
- 2011: Gallo-Roman Museum, Tongeren, Belgia
- 2012: Madinat al-Zahra Museum, Cordoba, Spania
- 2013: Riverside Museum: Scotland’s Museum of Transport and Travel, Glasgow, Regatul Unit
- 2014: The Museum of Innocence, Istanbul, Turcia
- 2015: Rijksmuseum Amsterdam, Amsterdam, Țările de Jos
- 2016: Polin Museum of the History of Polish Jews, Varșovia, Polonia
- 2017: Meg – Museum of Ethnography, Geneva, Elveția
- 2018: The Design Museum, Londra, Regatul Unit
- 2019: Rijksmuseum Boerhaave, Leiden, Țările de Jos
- 2020: Stapferhaus, Lenzburg, Elveția[1]
- 2021: Naturalis Biodiversity Center, Leiden, Țările de Jos[2]
- 2022: Museum van de Geest, Haarlem, Țările de Jos[3]
- 2023: L'ETNO, Muzeul de Etnologie, Valencia, Spania[4]

Elegibile sunt doar muzeele care au trecut prin cele mai vaste procese de modernizare, mărire, reorganizare, reinterpretare sau pur și simplu sunt nou-deschise publicului.
Un alt muzeu românesc care s-a aflat printre nominalizați a fost Muzeul Național de Artă din Cluj-Napoca, în anul 1997.
Premiul Muzeul European al Anului se află alături de Forumul Muzeului European sub patronajul Maiestății Sale Regina Fabiola a Belgiei și sub auspiciile Consiliului Europei.